# Azerables
Azerables település Franciaországban, Creuse megyében. Lakosainak száma 803 fő (2022. január 1.). Azerables Bazelat, Saint-Agnant-de-Versillat, Saint-Sébastien, Vareilles, Mouhet, Les Grands-Chézeaux és Saint-Sulpice-les-Feuilles községekkel határos.

## Népesség
A település népességének változása:
| Lakosok száma | 1258 | 1033 | 1019 | 844  | 868  | 826  | 815  | 813  | 811  | 803  |
|               | 1968 | 1982 | 1990 | 2006 | 2013 | 2015 | 2017 | 2019 | 2020 | 2022 |